# Bostens
Bostens ist eine französische Gemeinde mit 205 Einwohnern (Stand 1. Januar 2022) im Département Landes in der Region Nouvelle-Aquitaine (vor 2016: Aquitanien). Sie gehört zum Arrondissement Mont-de-Marsan und zum Kanton Mont-de-Marsan-1.
Der Name in der gascognischen Sprache lautet Bausten. Er stammt aus dem Wort Bostus (deutsch Wald), aus dem das gascognische Wort Bos entstand. Nach einer anderen Theorie hat das Wort Bausten einen gallorömischen Ursprung.
Die Einwohner werden Bostensois und Bostensoises genannt.

## Geographie
Bostens liegt am Südostrand der Landes de Gascogne, dem größten zusammenhängenden Waldgebiet Westeuropas, ca. 15 Kilometer nordöstlich von Mont-de-Marsan im Landstrich Pays de Marsan der historischen Provinz Gascogne am südöstlichen Rand des Départements.
Umgeben wird Bostens von den Nachbargemeinden:
|                      | Pouydesseaux                                |              |
| Lucbardez-et-Bargues | Kompassrose, die auf Nachbargemeinden zeigt | Pouydesseaux |
|                      | Gaillères                                   |              |

Bostens liegt im Einzugsgebiet des Flusses Adour. Der Ruisseau des Neuf Fontaines, ein Nebenfluss der Douze, durchquert das Gebiet der Gemeinde.

## Geschichte
Die Gemeinde bewahrt einen Säulenschaft aus der gallorömischen Zeit, der heute das Weihwasserbecken der Pfarrkirche trägt. 988 hinterließ Herzog Wilhelm II. der Gascogne seine Spuren in Bostens. Er war auf die Vergrößerung und Befriedung seines Herrschaftsgebiets bedacht und gründete deshalb rund ein Dutzend Abteien, wirtschaftliche und kulturelle Zentren. Zur gleichen Zeit schenkte er die Pfarrkirche der Abtei Saint-Sever, mit deren Geschichte die Gemeinde bis zur Französischen Revolution verbunden blieb. Im Mittelalter profitierte Bostens von der Lage als eine wichtige Etappe der Via Lemovicensis, eines der Pilgerwege nach Santiago de Compostela.

### Einwohnerentwicklung
Nach Beginn der Aufzeichnungen stieg die Einwohnerzahl in der Mitte des 19. Jahrhunderts auf einen Höchststand von rund 330. In der Folgezeit sank die Größe der Gemeinde bei kurzen Erholungsphasen bis zu den 1980er Jahren auf 100 Einwohner, bevor eine Wachstumsphase einsetzte, die bis heute andauert.
| Jahr      | 1962 | 1968 | 1975 | 1982 | 1990 | 1999 | 2006 | 2010 | 2022 |
| --------- | ---- | ---- | ---- | ---- | ---- | ---- | ---- | ---- | ---- |
| Einwohner | 147  | 131  | 118  | 100  | 149  | 149  | 162  | 176  | 205  |

## Sehenswürdigkeiten

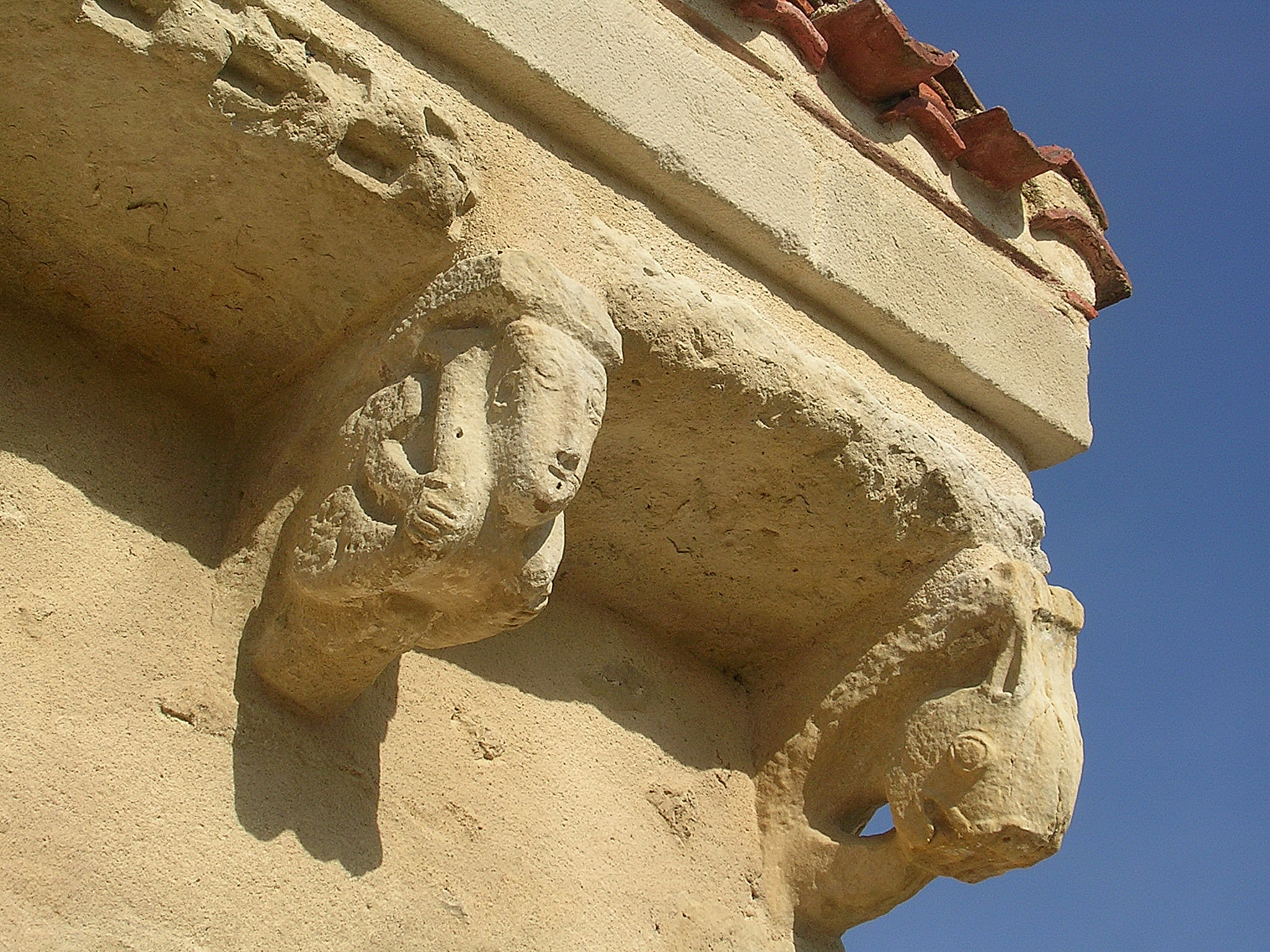
Konsolen der Pfarrkirche

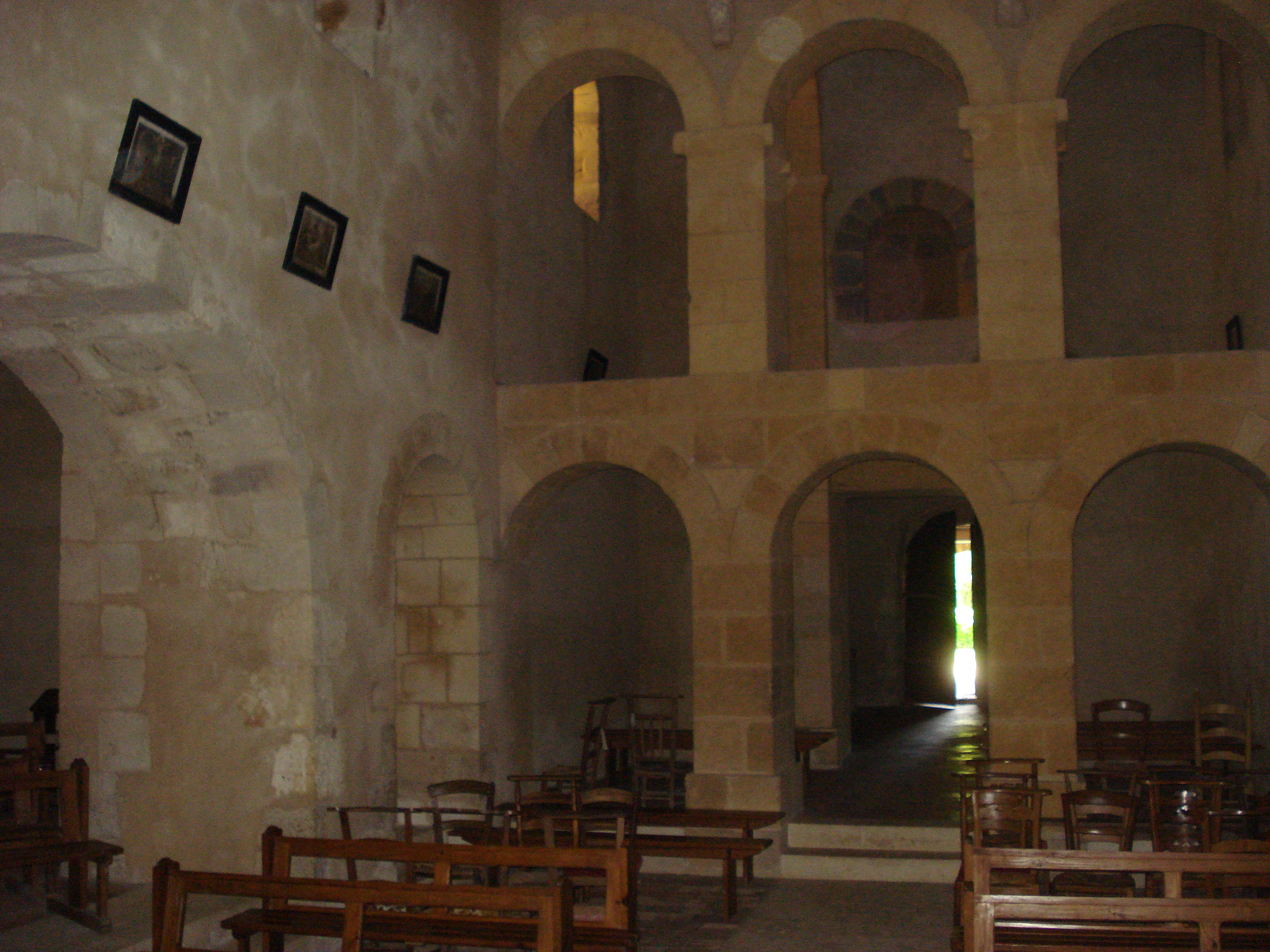
Innenraum

- Pfarrkirche Sainte-Marie. Sie wurde zu Beginn der Romanik errichtet und im Laufe der Jahrhunderte schrittweise erweitert. Vermutlich bestand sie ursprünglich aus einem Langhaus mit Tonnengewölbe, das im Osten durch eine flache Apsis verlängert wurde. Vor dem Langhaus erhob sich im Westen der Glockenturm. Ein Jahrhundert nach ihrem Bau wurde auf ihrer Südseite eine zweite Apsis hinzugefügt, die als Sakristei diente. Die größte Erweiterung erfolgte im 17. Jahrhundert, als das Langhaus im Westen um ein neues Joch erweitert wurde, an das eine geschlossene, geräumige Vorhalle angefügt wurde. Gleichzeitig wurden die Wände im Erdgeschoss des Glockenturms durch zwei Bögen ersetzt, um die neu errichteten Partien der Kirche mit den bestehenden zu verbinden. Der Glockenturm, der Chor und die Apsis sind seit dem 22. September 1916 als Monument historique klassifiziert.[7]

- Wassermühle von Barraques. Sie ist vor 1790 errichtet worden und hat ihre Funktionsfähigkeit erhalten können. Zwei Wasserräder treiben direkt zwei Paare von Mühlsteinen an. Das Wasser wurde dabei von einem Teich bezogen. Die heute leerstehende Mühle ist seit dem 14. Dezember 2000 als Monument historique eingeschrieben.[8]

## Wirtschaft und Infrastruktur

### Bildung
Die Gemeinde verfügt über eine öffentliche Grundschule mit 25 Schülerinnen und Schülern im Schuljahr 2017/2018.

Logo des Jakobswegs

### Sport und Freizeit
- Der Fernwanderweg GR 654 von Namur in Belgien über Vézelay nach Saint-Jean-Pied-de-Port durchquert das Gebiet der Gemeinde. Er folgt der Via Lemovicensis, einem der vier Jakobswege in Frankreich.[11]

- Les Neufs Fontaines. Es handelt sich um einen Naturpark, der im März 2015 eröffnet wurde. Das 20 Hektar große Grundstück eines ehemaligen Bauernhofs wurde hierbei wiederbelebt. Das Bauernhaus wurde restauriert, und eine Schäferei mit 70 Tieren wurde errichtet inklusive einer Versuchsanstalt, in der Käse hergestellt wird. Die umliegende Landschaft ist geprägt von Teichen und Wiesen. Informationstafeln säumen die Spazierwege.[12]

### Verkehr
Bostens ist erreichbar über die Routes départementales 932, der ehemaligen Route nationale 132, und 933, der ehemaligen Route nationale 133.
Die Autoroute A65, genannt Autoroute de Gascogne, durchquert das Gemeindegebiet, allerdings ohne direkte Ausfahrt zum Ort. Die nächste Ausfahrt 4 ist an die Route départementale 933 angeschlossen und ca. 5 km vom Zentrum von Bostens entfernt.